# Granskär (sydost om Busö, Raseborg)
Granskär är en ö i Finland. Den ligger i Finska viken och i kommunen Raseborg i landskapet Nyland, i den södra delen av landet. Ön ligger omkring 81 kilometer väster om Helsingfors.
Öns area är 6,9 hektar och dess största längd är 0,5 kilometer i öst-västlig riktning.